# 175

175(백칠십오)는 174보다 크고 176보다 작은 자연수다.

## 수학
- 합성수로, 그 약수는 1, 5, 7, 25, 35, 175이다. 진약수의 합은 73이므로, 175는 부족수다.
- 7번째 십각수다. 앞의 십각수는 126, 다음은 232이다.
- 각 자릿수(1, 7, 5)의 순차적 거듭제곱의 합으로 이루어진 숫자다.

({\displaystyle 1^{1}+7^{2}+5^{3}=1+49+125=175})
- {\displaystyle 76^{2}-1}, {\displaystyle 51^{3}-1}은 175로 나누어떨어진다.

## 교통

### 항공
- 유나이티드 항공 175편 테러 사건

### 도로
- 일본 175번 국도(일본어판): 효고현 아카시시에서 교토부 마이즈루시까지 이어지는 일본의 국도.
- 현도 제175호선

## 군사
- U-175(영어판, 독일어판): 제2차 세계 대전에 사용된 나치 독일의 군용 잠수함.

## 문화유산
- 대한민국의 국보 제175호: 백자 상감연화당초문 대접
- 대한민국의 보물 제175호: 순천 송광사 경패
- 대한민국의 사적 제175호: 경주 미추왕릉

## 방송
- 스카이라이프의 일본 공영 방송인 NHK 월드 프리미엄 채널 번호.
- 지니 TV의 YTN 사이언스 채널 번호.
- U+ TV의 헬스메디TV 채널 번호.
- LG헬로비전의 MX 채널 번호.
- B tv 케이블의 카툰네트워크 채널 번호.

## 기타
- 연도: 175년, 기원전 175년